# نقاشی‌های روی پل
نقاشی‌های روی پل (انگلیسی: Overpass Graffiti) ترانه‌ای از خواننده و ترانه‌سرای انگلیسی اد شیرن است. این ترانه توسط آسیلوم و آتلانتیک رکوردز در ۲۰ اکتبر ۲۰۲۱ منتشر شد. این سومین ترانه پنجمین آلبوم شیرن = (۲۰۲۱) است. این ترانه توسط اد شیرن، جانی مک‌دید و فرد گیبسون، نوشته و تهیه شده‌است.

## ترویج و انتشار
در ۱۹ اوت ۲۰۲۱ُ شیرن از پنجمین آلبوم استدیویی خود = (۲۰۲۱) رونمایی کرد که این ترانه در لیست ترانه‌های آلبوم قرار داشت. بعداَ او این ترانه را در مجموعه کنسرت‌های تاینی دسک که متعلق به ان‌پی‌آر است در ۲۶ اکتبر ۲۰۲۱، اجرا کرد. در ۲۹ اکتبر ۲۰۲۱ این ترانه به همراه آلبوم = (۲۰۲۱) منتشر شد.